# Superman III
Superman III è un film del 1983 diretto da Richard Lester.
È il seguito di Superman e Superman II, quest'ultimo sempre diretto da Lester ed è basato sull'omonimo personaggio dei fumetti creato da Jerry Siegel e Joe Shuster. Questo è l'unico film della quadrilogia in cui non appare Gene Hackman nel ruolo di Lex Luthor.
In questo episodio Superman (Christopher Reeve) deve affrontare un genio di computer, August Gorman (Richard Pryor), succube del suo capo, l'avido e spietato affarista Ross Webster (Robert Vaughn). Nel cast ritornano Jackie Cooper, Marc McClure e Margot Kidder, quest'ultima solo in un breve cameo, e appaiono volti nuovi, Annette O'Toole nella parte di Lana Lang, Annie Ross e Pamela Stephenson, rispettivamente sorella minore e segretaria di Webster.
Il nuovo capitolo di Superman, rispetto ai precedenti episodi, ha ricevuto critiche negative per l'eccessiva comicità, per la regia di Lester e l'interpretazione di Pryor, cosa che portò i Salkind, produttori della pellicola, a vendere i diritti di sfruttamento cinematografico di Superman alla Cannon Films, i quali realizzeranno, in seguito, Superman IV.

## Trama
In giro per il mondo e lungo le strade di Metropolis, tutto procede tranquillo, lasciando Superman con pochi problemi da risolvere. Un giovane di nome August Gorman viene assunto dal colosso finanziario gestito dal ricco e potente magnate Ross Webster come programmatore di computer. In pochi giorni, grazie a un'astutissima manovra informatica, riesce a dirottare sulla propria voce "spese extra" la bellezza di 85.000 dollari, ma dopo pochi giorni si tradisce presentandosi alla guida di una nuovissima Ferrari. Frattanto, con Lois Lane in vacanza alle Bermuda, Clark Kent convince Perry White a mandarlo a Smallville, la sua città d'origine, per scrivere un servizio su un raduno dei vecchi studenti del liceo. Il goffo giornalista viene accompagnato dal giovane fotografo Jimmy Olsen, che aspira a divenire anche lui giornalista.
Scoperto chi ha eseguito la magistrale truffa, Ross Webster, un affarista avido e senza scrupoli, minaccia August: se non vuole finire in galera, dovrà riprogrammare il satellite meteorologico Vulcan perché scateni un nubifragio apocalittico sull'intera Colombia. Se infatti quello stato venisse sommerso dalle acque, il suo mercato di caffè ne risulterebbe indelebilmente danneggiato, e Webster guadagnerebbe miliardi di dollari nello stesso mercato.
Gorman accetta e riprogramma Vulcan, ma il nubifragio viene placato da Superman, che si tuffa nel tornado, rovesciandolo al di sopra delle nuvole. Dopo aver salvato una centrale chimica nelle vesti di Superman, Clark raggiunge Smallville, e alla festa rincontra Lana Lang, la sua prima fidanzata, ora divorziata e con un figlio di nome Ricky. Lana è tormentata da Brad Wilson, un ubriacone che ama fare lo spaccone prendendo in giro il buon Kent. Infuriato per l'intervento di Superman, Webster incarica August di scandagliare lo spazio con un satellite affinché ritrovi l'area in cui esisteva Krypton e analizzi un frammento di kryptonite vagante.
L'operazione ha buon fine solo in parte, poiché August scopre che il frammento spaziale ha un componente sconosciuto per lo 0,57% che lui sostituisce con il catrame ("tar" in inglese), un composto delle sigarette (ispirato dal pacchetto di sigarette che aveva in mano). Mentre si trova a Smallville, Superman viene decorato dal sindaco per aver salvato la vita del piccolo Ricky, il figlio di Lana. Proprio in quest'occasione, vestito da soldato, August consegna all'Uomo d'acciaio il frammento di kryptonite sintetica, che però, invece di uccidere Superman, sortisce l'effetto di cambiare (in peggio) la sua personalità. In breve tempo, Superman diventa egoista e vandalico: si rifiuta di salvare la vita a un camionista in bilico su un ponte, raddrizza la Torre di Pisa e alle Olimpiadi compie un gesto di spregio spegnendo la fiaccola col super-soffio. Addirittura, si lascia sedurre dalla giovane assistente di Webster in cambio della distruzione di una petroliera.
Mentre Superman sfreccia in tutto il mondo arrecando danni, August Gorman convince Webster a costruirgli un gigantesco supercomputer senziente. In cambio, lui dovrà riprogrammare le navi del petrolio perché si fermino in mezzo all'Atlantico, così il miliardario potrà ricattare il mondo intero. Dopo essersi ubriacato in un bar, Superman sente col super-udito le parole del figlio di Lana, che lo prega di ritornare buono come un tempo; questo causa in lui un vero e proprio "sdoppiamento": la parte buona di lui si stacca da quella cattiva, sotto forma di due Superman distinti. Lo scontro che ne segue sarà brutale, e il Superman cattivo viene ucciso tramite strangolamento e "riassorbito". Così, il vero Superman rimette a posto i danni causati dall'altro e scopre che Webster e i suoi collaboratori sono in una caverna dove il computer di August è stato completato. Lo scontro con l'elaboratore avanzato sarà spaventoso, ma alla fine Superman vince gettando una fiala di acido, blando acido a temperatura ambiente ma estremamente corrosivo allo stato gassoso, nei circuiti principali. Webster viene consegnato alla polizia, mentre August viene aiutato a cercare un nuovo lavoro.
Per fuggire da Smallville, e da Brad Wilson, Lana Lang segue Clark a Metropolis, dove trova lavoro come nuova segretaria di Perry White.

## Produzione
L'idea di un terzo film su Superman si sviluppò mentre Superman II era ancora in lavorazione. Il produttore Ilya Salkind confermò ancora Richard Lester come regista che aveva diretto il 20% delle scene di Superman II dopo il licenziamento di Richard Donner. Il successo internazionale del secondo capitolo, in seguito, convinse Salkind ad accelerare la realizzazione del terzo film. Lo stesso produttore scrisse una prima bozza della sceneggiatura in cui erano presenti nuovi antagonisti e comprimari tratti dal fumetto originale, quali Brainiac, Mister Mxyzptlk e Supergirl. Nella sceneggiatura di Salkind, Supergirl non era la cugina di Superman, bensì la figlia di Brainiac che poi si innamorava dell'Uomo d'Acciaio. Salkind voleva l'attore Dudley Moore per interpretare la parte di Mister Mxyzptlk.
Nonostante l'idea, la Warner Bros. bocciò il copione di Salkind e assunse gli sceneggiatori David Newman e Leslie Newman, già artefici di una sceneggiatura del primo Superman che venne bocciata pesantemente all'epoca da Richard Donner, per scrivere una nuova sceneggiatura. I coniugi Newman scartarono i personaggi di Mister Mxyzptlk e Supergirl, mentre modificarono completamente Brainiac, che diventò un sofisticato computer creato per sconfiggere Superman. Salkind continuò, comunque, a sviluppare la sceneggiatura e pensò che fosse interessante inserire nel terzo film un Superman cattivo. Salkind scrisse il soggetto, anche se, alla fine, non fu comunque poi accreditato.

### Cast
Christopher Reeve interpreta Superman per la terza volta nella sua carriera. Per questo film, Reeve decise di dare al personaggio di Clark Kent una nuova caratterizzazione, rendendolo meno goffo e impacciato rispetto ai precedenti capitoli. Reeve ci ha scherzato sopra dicendo: "Mi è sembrato che dopo due film in cui sbattevo contro le porte chiuse a questo punto dovessi sapere dove fossero le porte." Un'altra sfida per Reeve fu quella di sviluppare la controparte malvagia di Superman. Reeve recitò il personaggio come se avesse "un'emicrania memorabile", poiché tormentato dalla presenza di Clark Kent nel suo subconscio.

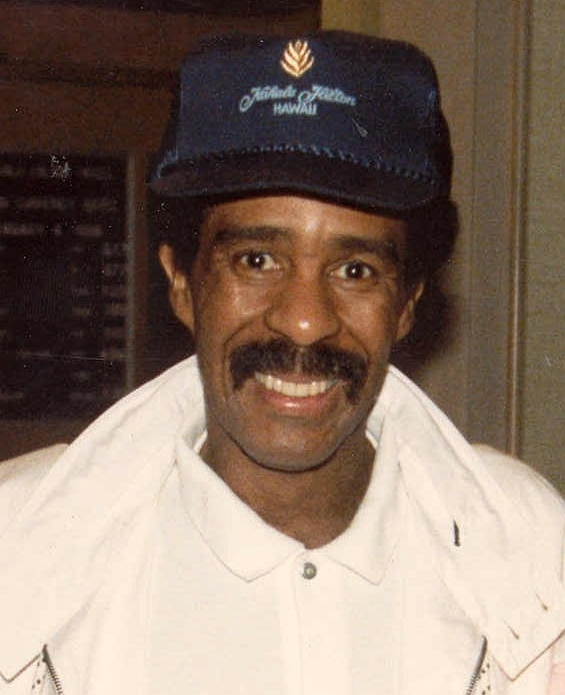
Richard Pryor interpreta August "Gus" Gorman, un genio di computer con un rapporto di amore-odio nei confronti di Superman.

Richard Pryor interpreta August "Gus" Gorman, un genio di computer con un rapporto di amore-odio nei confronti di Superman. Il coinvolgimento di Richard Pryor nel film deriva da un'apparizione come ospite al The Tonight Show nel quale l'attore imitava proprio l'Uomo d'Acciaio. Ilya Salkind, colpito dalla bravura di Pryor, lo assunse per interpretare un ruolo nel terzo episodio. Riguardo all'attore, Lester ha detto: "Credo abbia sviluppato una tecnica per mantenersi fresco. Non dice mai la stessa battuta nello stesso modo. Non entra mai nello stesso modo o si muove nello stesso modo". Il regista disse anche che Pryor aveva una tecnica incredibile come attore cinematografico. La sequenza finale del personaggio, nel quale Pryor afferma "Penso che camminerò", venne improvvisata dall'attore e piacque così tanto a Lester che decise di inserirla nel film. Gli sceneggiatori David Newman e Leslie Newman avevano pensato di utilizzare il talento di Pryor per fargli impersonare anche diversi ruoli; infatti, nel corso del film, Gus interpreta i ruoli di un generale, un commesso viaggiatore pacchiano e, infine, imita persino Superman.
Nel cast ritornano anche Jackie Cooper nel ruolo di Perry White, Marc McClure nel ruolo di Jimmy Olsen, mentre Margot Kidder interpreta Lois Lane solo in un breve cameo a causa di alcuni dissidi con i produttori della pellicola. Kidder, infatti, dichiarò nei confronti dei produttori: "Non meritano neanche di essere disprezzati come esseri umani." in merito al licenziamento di Richard Donner durante la realizzazione di Superman II. L'esclusione della Kidder servì, dunque, a sviluppare il personaggio di Lana Lang, primo amore di Clark Kent. Anche Gene Hackman, interprete di Lex Luthor, aveva avuto dissidi con i produttori durante Superman II, ma a differenza di Margot Kidder, decise di non partecipare alla pellicola. Non a caso Hackman tornerà a vestire i panni della nemesi di Superman solo in Superman IV, film non più gestito dalla famiglia Salkind.
Al posto di Hackman fu scelto Robert Vaughn per interpretare Ross Webster, un uomo avido affarista senza scrupoli che intende distruggere Superman utilizzando il suo assistente Gus. Vaughn dice del suo personaggio: "è uno degli uomini più ricchi del mondo, e non è soddisfatto di essere uno dei più ricchi. Vuole essere il più ricco e controllare tutto il caffè e il petrolio che ancora non controlla. E l'unica persona che glielo impedisce è Superman".

### Riprese

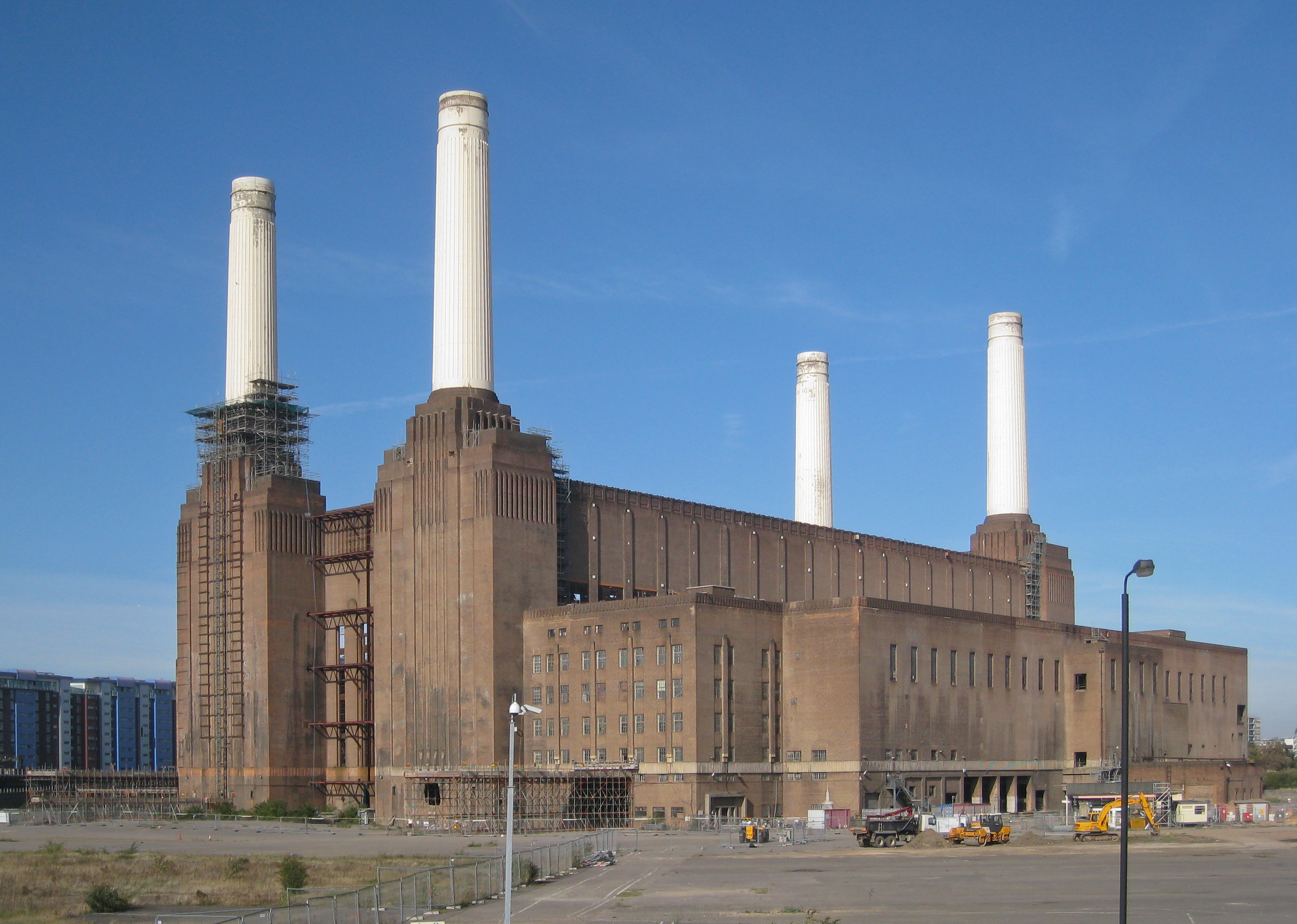
La centrale elettrica di Battersea fu il primo set in cui la troupe girò la pellicola

Il budget del film fu di 39 milioni di dollari. La prima scena fu girata alla centrale elettrica di Battersea sul Tamigi, a Londra, dove, nel film, Superman lascia Gus Gorman dopo aver sconfitto Webster. All'inizio della produzione, la troupe sperimentò diversi metodi di decollo e atterraggio per fare in modo che il volo fosse ancora più realistico e prese come ispirazione i movimenti delle aquile. L'attore Christopher Reeve propose alcune idee per rendere il volo più fluido e preferì ricorrere semplicemente ai fili piuttosto che a moderne apparecchiature.
Molte delle ambientazioni del film sono state riprodotte attraverso dei modellini o creati astutamente con effetti ottici, mentre per altre, ad esempio la pista da sci di Webster sul suo attico a Metropolis, venne creata appositivamente dalla troupe. Lester, infatti, voleva dare l'idea che tutti gli antagonisti di Superman avessero delle residenze eccentriche, com'era accaduto anche nel primo film per Lex Luthor che aveva situato la propria base sotto la Grand Central Station. La pista di Webster venne realizzata in tre mesi ai Pinewood Studios. Una volta costruita questa struttura, la troupe si interrogò sul bisogno di trovare un tipo di neve che non si sciogliesse subito e su cui si poteva sciare liberamente e senza farsi male. Per questo si decise di ricoprire interamente la pista con 17 tonnellate di sali da bagno.
La città di Calgary, in Canada, venne utilizzata per girare le scene ambientate a Metropolis e per la sequenza dell'incendio della centrale chimica all'inizio del film. Per questa scena vennero assunti anche diversi pompieri per mantenere il controllo delle fiamme, generate sul serio, e la troupe ebbe molte difficoltà per girare a causa del fumo e fu costretta a restare lontano dall'edificio. I campi di granoturco dell'Alberta fornirono uno sfondo perfetto per rappresentare il luogo in cui Superman salva Ricky, il figlio di Lana. La scena dello scontro tra Superman cattivo e Clark Kent venne girata nei Pinewood Studios in Inghilterra dove la troupe ha creato una discarica con almeno un centinaio di macchine. Uno dei problemi legati a quest'ultima scena era dovuta proprio alla presenza delle macchine. La produzione voleva solo macchine americane, impossibili da trovare in Inghilterra, e il costi di spedizioni di tanti rottami dall'America era eccessivo. Fortunatamente, la produzione trovò vicino agli studios un rottamaio locale specializzato in ricambi per auto americane, cosa che diede alla troupe il materiale di cui aveva bisogno.
La scena ambientata al Grand Canyon dove Superman affronta e sconfigge Ross Webster e compagni, venne realizzata in parte ai Pinewood Studios. Lo studio 007 dei Pinewood Studios riprodusse la caverna in cui gli antagonisti avevano costruito il computer. Mentre la produzione era impegnata a girare, il coordinatore degli stunt, Paul Weston, si travestì da Batman gridando: "Non ti preoccupare tesoro, ti salverò io." rivolto all'attrice Annie Ross, divertendo l'intera troupe.

### Effetti speciali
La scena in cui Superman congela il lago fu difficile da portare sul grande schermo. Il capo degli effetti visivi, Roy Filed, per facilitare la scena, decise di dipingere l'effetto di congelamento sulla pellicola. Le scene di volo sono state eseguite attraverso l'utilizzo di cavi e appositi macchinari.

### Trucco
Il truccatore Stuart Freeborn ebbe il compito di dare a Superman un aspetto malvagio; Freeborn rese il costume dell'eroe molto più scuro e diede al personaggio una leggera barba sfatta, segno di trascuratezza e mancanza d'igiene.

## Colonna sonora
Le musiche del film furono curate da Ken Thorne. Thorne compose circa il 66% della colonna sonora della pellicola, mentre il restante fu composto da John Williams per il primo e il secondo film della saga e riutilizzato in questo terzo episodio. Alcune canzoni furono curate da Giorgio Moroder, anche se il loro utilizzo nel film è minimo. Il sito AllMusic ha dato alla colonna sonora del film una stella e mezzo.
La colonna sonora ufficiale, intitolata Superman III: Original Motion Picture Soundtrack, fu distribuita su CD a partire dal 1983 a cura della Warner Bros. e contiene i seguenti brani:
1. "Main Title (The Streets of Metropolis)" (5:23)
2. "Saving The Factory-The Acid Test" (6:09)
3. "Gus Finds a Way" (0:58)
4. "The Two Faces of Superman" (2:50)
5. "The Struggle Within-Final Victory" (4:16)
6. "Rock On" - Marshall Crenshaw (3:35)
7. "No See, No Cry" - Chaka Khan (3:18)
8. "They Won't Get Me" - Roger Miller (3:20)
9. "Love Theme" - Giorgio Moroder (3:14)
10. "Main Title March" - Giorgio Moroder (4:20)

## Accoglienza

### Incassi
Il film vide la luce il 17 giugno 1983 con una versione da 125 minuti, ai quali si aggiunsero altri 16 extra nello speciale re-cut operato dalla ABC nel 1986. Fu una delusione, guadagnando poco meno di 60 milioni di dollari sul territorio americano, senza considerare l'inflazione. Una miseria se paragonati agli oltre 100 ottenuti da ognuno dei primi due capitoli. Paradossalmente il film ebbe molto più successo all'estero, riuscendo ad entrare nella Top Ten dei successi del 1983, classifica di cui fanno parte, tra l'altro, pellicole come Guerre stellari - Il ritorno dello Jedi, Agente 007 - Octopussy - Operazione piovra, Agente 007 - Mai dire mai e Lo squalo 3.

### Critica
Nonostante il discreto successo riscosso al botteghino, i giudizi e i passaparola di critica, pubblico e fan sono stati generalmente abbastanza negativi: sul sito Rotten Tomatoes il film ha una percentuale di gradimento del 29% sulla base di 59 recensioni. Molti critici disapprovarono la regia di Richard Lester, il quale fu accusato pesantemente di aver trasformato il film in una vera e propria commedia, molto lontana dai canoni originali del fumetto. Lo stesso Christopher Reeve affermò il suo disappunto per le scelte fatte dal regista, in particolare la decisione di ampliare il personaggio di Pryor e aumentare il numero di gag. A questo proposito, lo stesso Reeve dichiarò che:
La critica non risparmiò neanche la sceneggiatura, l'interpretazione di Richard Pryor, il quale ricevette una candidatura ai Razzie Awards, mentre altri si concentrarono sul personaggio di Ross Webster, in quanto fu visto come una pallida imitazione di Lex Luthor. Contrariamente agli altri comprimari, Christopher Reeve ricevette critiche molto positive per la sua interpretazione del Superman cattivo e di Clark Kent, al punto tale che la sua partecipazione fu giudicata l'unica cosa buona della pellicola.
Nel 1984 la pellicola si aggiudicò due candidature ai Razzie Awards, per la peggior Musica e il Peggior Attore non Protagonista, a Pryor e due candidature al Saturn Award per Christopher Reeve come miglior attore e per Annette O'Toole come miglior co-protagonista. Tuttavia il film fu battuto da Il ritorno dello Jedi del 1983.

## Riconoscimenti
- 1983 - Razzie Awards
  - Candidatura al Peggior attore non protagonista a Richard Pryor
  - Candidatura alla Peggior colonna sonora a Giorgio Moroder
- 1984 - Saturn Award
  - Candidatura al Miglior attore a Christopher Reeve
  - Candidatura al Miglior attrice non protagonista a Annette O'Toole

## Merchandising
La casa di produzione Atari  firmò un accordo con i Salkind per la realizzazione del videogioco di Superman III, che sarebbe dovuto uscire per Atari 5200. Nonostante ciò, il videogioco non fu mai distribuito.

## Sequel
Dopo la delusione di Superman III, il produttore Ilya Salkind e suo padre Alexander cederanno i diritti di sfruttamento cinematografico di Superman ai produttori della Cannon Films riservandosi quelli degli altri personaggi ad esso collegati (Supergirl e Superboy). La Cannon distribuirà, poi, Superman IV, che vede il ritorno della maggior parte del cast originale, compreso Gene Hackman nel ruolo di Lex Luthor.